# Стефан Герлах
Стефан Герлах (на немски: Stephan Gerlach; на латински: Stephanus Gerlachius) е немски протестантски богослов и проповедник.

## Биография
През 1567 г. завършва университета в Тюбинген. От 1573 до 1578 г. е духовник на барон Давид Унгнад, посланик на Свещената римска империя при Високата порта в Константинопол. Проявява голям интерес към положението на християните под османска власт и води подробни записки, отпечатани посмъртно (1674). След завръщането си в Германия става професор по богословие в Тюбинген (1586) и издава полемически съчинения, насочени срещу калвинистите и йезуитите.

## Съчинения
- Tagebuch der vonzween Glorwurdigsten Romischen Kaysern Maximiliano und Rudolpho ... Franckfurth am Mayn, 1674
- Герлах, С. „Дневник на едно пътуване до Османската порта в Цариград“ (прев. Мария Киселинчева). С., 1976